# The Big Boy Game 11
The Big Boy Game – mixtape z serii "Big Boy Game" amerykańskiego rapera Big Mike’a. Wydany w 2006 roku. Wystąpili na nim między innymi The Game, Cam’ron, J.R. Writer, Styles P i Sheek Louch.

## Lista utworów
| #  | Tytuł                                           | Występujący                           | Czas |
| -- | ----------------------------------------------- | ------------------------------------- | ---- |
| 1  | "All Star Intro"                                | Carmelo Anthony, David Bling          | 0:49 |
| 2  | "360 Bars - The Final Chapter (Dissin' G-Unit)" | The Game                              | 5:01 |
| 3  | "Where I'm From (Dissin' The Game)"             | Young Buck, Spider Loc                | 3:51 |
| 4  | "My Favorite Drug Pt. 2"                        | Styles P                              | 0:59 |
| 5  | "We Got Your Money"                             | Sheek Louch, Styles P                 | 2:21 |
| 6  | "Last Time Im Gonna Tell You"                   | J-Hood                                | 1:55 |
| 7  | "Pyscho, Pyscho"                                | Busta Rhymes, Cassidy & Papoose       | 4:12 |
| 8  | "Interlude"                                     | Carmelo Anthony                       | 0:32 |
| 9  | "Wet Wipes"                                     | Cam’ron                               | 3:36 |
| 10 | "You Know, You Know"                            | Juelz Santana                         | 0:53 |
| 11 | "The Movement Is Movin' (Dissin' Mase)"         | J.R. Writer                           | 2:10 |
| 12 | "Yayo"                                          | Hell Rell, J.R. Writer & Chubby       | 3:15 |
| 13 | "Come Work For Me"                              | J.R. Writer                           | 0:49 |
| 14 | "Suck It"                                       | Cam’ron, Lil' Wayne                   | 3.39 |
| 15 | "Babalu"                                        | Chubby, J.R. Writer                   | 2:30 |
| 16 | "Imaginary Gangsters"                           | Beanie Sigel                          | 2:46 |
| 17 | "Step Out"                                      | Fabolous, Stack Bundles               | 3:10 |
| 18 | "Lights, Camera, Action"                        | Remy Martin                           | 3:17 |
| 19 | "Rompe (Remix)"                                 | Daddy Yankee, Lloyd Banks, Young Buck | 1:49 |
| 20 | "Cannon"                                        | DJ Drama, Busta Rhymes & T.I.         | 2:40 |
| 21 | "Hustle Music"                                  | Berg, Bun B                           | 4:00 |
| 22 | "Coast To Coast (Remix)"                        | Snype Life, Maino, Styles P           | 3:39 |
| 23 | "Feel Me"                                       | Smoke & Numbers, Chin Wah             | 2:12 |
| 24 | "Freestyle"                                     | Smoke & Numbers, Chin Wah             | 3:48 |
| 25 | "Tell Me"                                       | Jaimee Drastik                        | 2:06 |
| 26 | "Gettin Money"                                  | Note                                  | 2:29 |
| 27 | "Hustlin"                                       | V.I.P.                                | 2:22 |
| 28 | "Save My Lunch Money"                           | Rone                                  | 2:45 |
| 29 | "W.I.C.K.E.D."                                  | Wicked                                | 1:57 |
| 30 | "#15 Outro"                                     | Carmelo Anthony                       | 0:29 |
| 31 | "So Icey Outro"                                 | David Bling                           | 0:11 |